# Lepturus calcareus
Lepturus calcareus är en gräsart som beskrevs av Thomas Arthur Cope. Lepturus calcareus ingår i släktet Lepturus och familjen gräs. IUCN kategoriserar arten globalt som otillräckligt studerad. Inga underarter finns listade i Catalogue of Life.